# Vinkelparkering

Svensk tilläggsskylt för vinkelparkering.

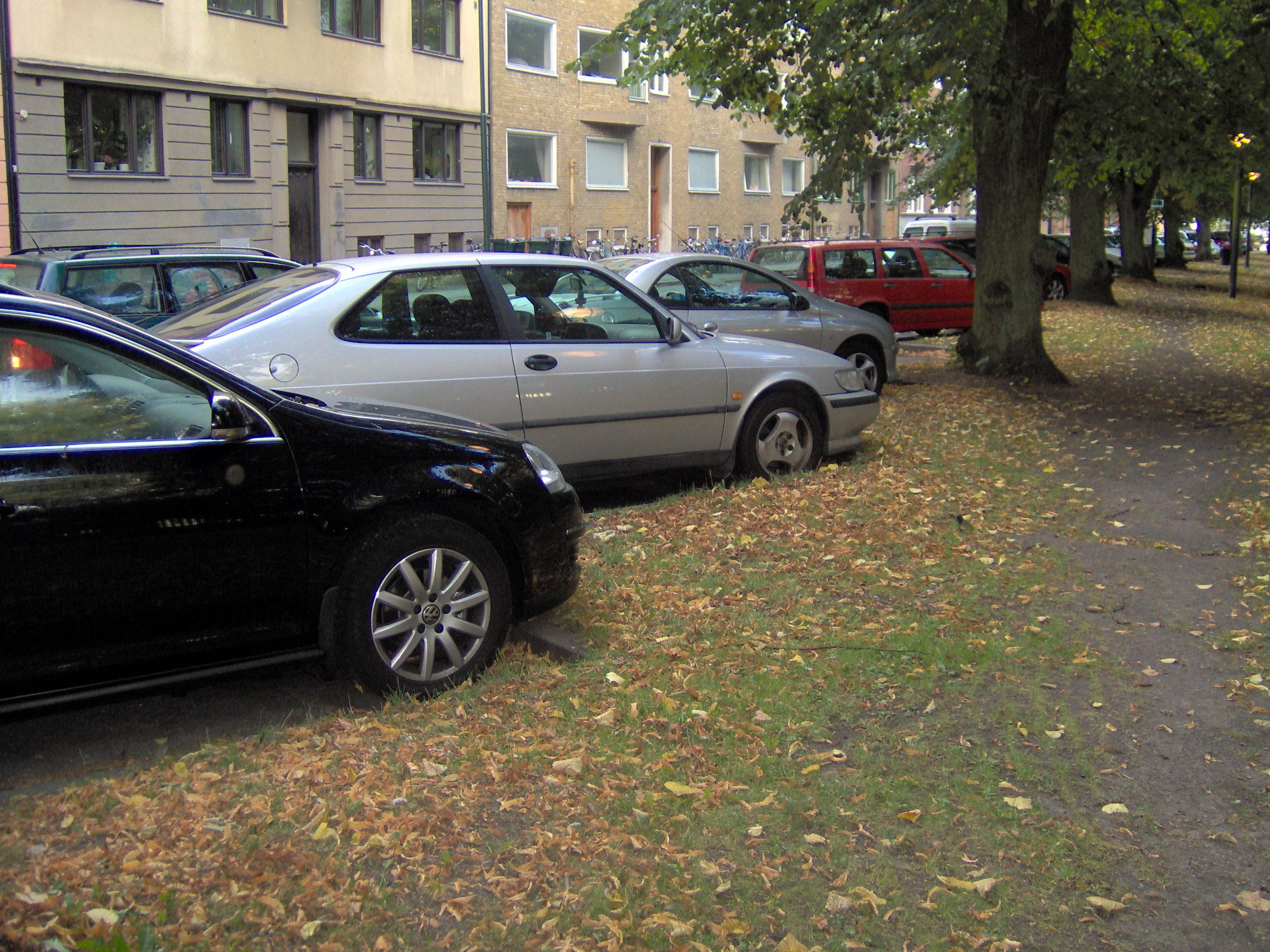
En rad med vinkelparkerade bilar.

Vinkelparkering är en variant på hur en grupp parkeringsplatser kan vara placerade. Systemet innebär att bilarna står i vinkel in mot trottoarer. Detta gör att det får plats fler bilar än om bilarna stått uppställda längs med gatan i fickparkeringar.  På engelska används uttrycket Echelon parking, där ordet echelon ansyftar till en militär formation av trupper.

## Viktiga kriterier
- Trafikmängden bör inte överstiga 2 000 fordon per dygn
- Vinkelparkering bör inte införas på gator där det finns busskörfält eller cykelkörfält
- Vinkelparkering rekommenderas inte på gator där många människor har sitt mål, exempelvis en stationsbyggnad
- Parkeringsvinkeln antas vara 45° och 60° där det finns plats för detta

## Problem
De problem som finns med vinkelparkeringar är främst när bilar ska backa ut från parkeringsplatserna vilket stör trafikrytmen på gatan och äventyrar trafiksäkerheten. Särskilt för cyklister är detta farligt då de befinner sig i den backande bilistens dolda vinkel och längre fordon tvingar cyklisterna längre ut bland motortrafikanterna. På gator som är lågt trafikerade, exempelvis bostadsområden, passar det bättre. 
Att vinkelparkeringar tar upp plats från gatans körfält kan vara ett problem på gator som trafikeras med större fordon såsom bussar eller tät lastbilstrafik. Beräknad körfältsbredd för att den typen av fordon ska kunna passera är minst 3-3,5 meter.
När bilar parkerar i vinkel tenderar de att stå långt fram och låta motorhuven gå in över gångbanan i snitt 0,75 meter. Detta skapar problem när snöröjning och annat underhållsarbete av gångbanan ska utföras.
Vinkelparkeringar kan även hindra gångbanan i kombination med uteserveringar på grund av att bilarnas främre överhäng är i vägen för gående. Detta är en tillgänglighetsfråga vilket drabbar rörelsehindrade. 
För sophämtningsbilar kan vinkelparkering också försvåra jämfört med om bilar stått parkerade längs med kantstenen på gatan.

## Gatubild

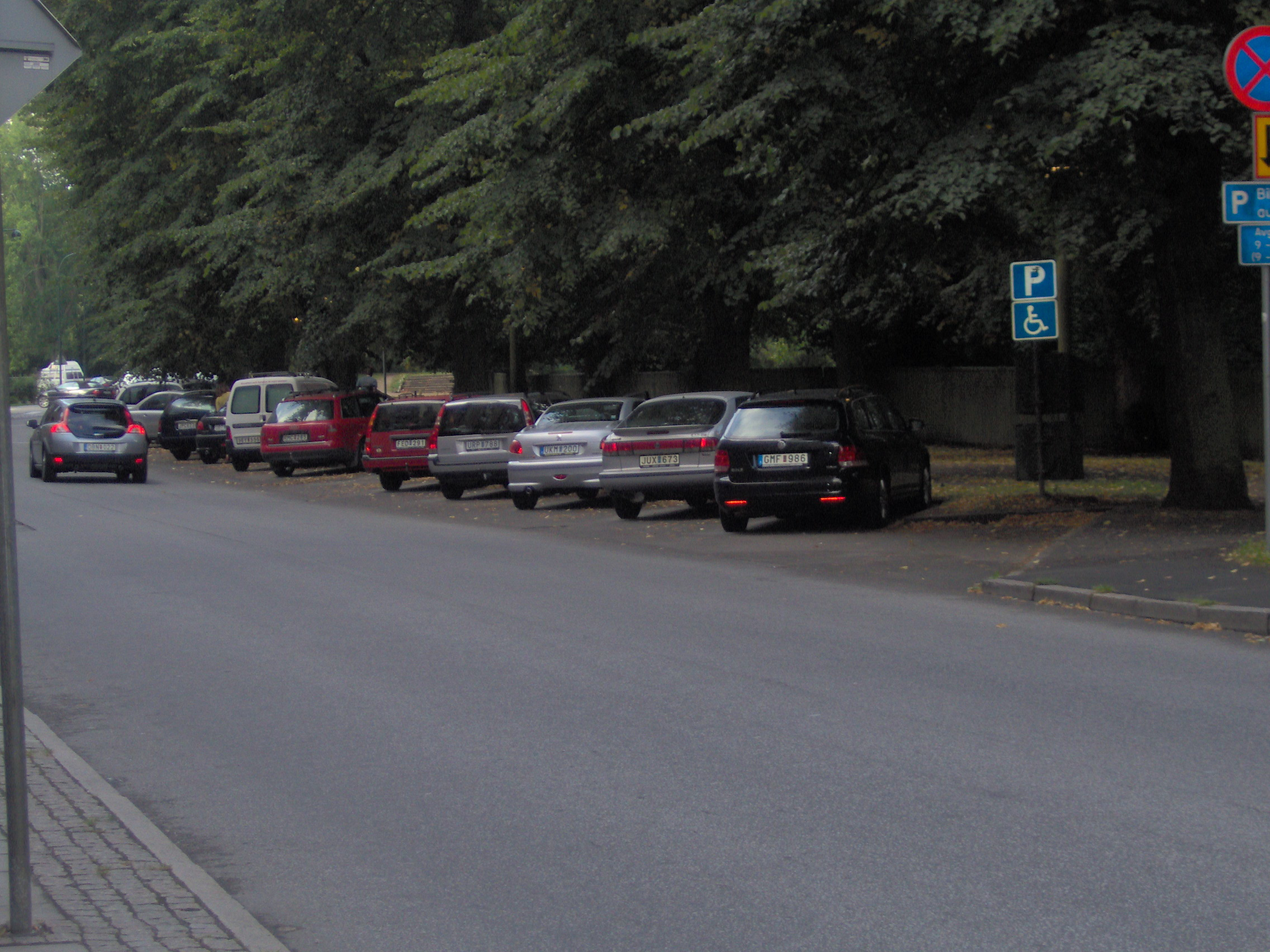
Ett exempel på gatubild vid vinkelparkering.

Vinkelparkeringar kräver intensiv utplacering av vägskyltar enligt bestämmelser. Det ska finnas skyltar vid varje ände av vinkelparkeringens område samt uppehåll för in- och utfarter. Lastplatser och handikapparkeringar ska också märkas ut.
Planerna för trädplantering längs en gata kan påverkas av att vinkelparkeringar anläggs och påverka gatubildens formspråk.